# HO Atembeke
HO Atembeke was een Belgische voetbalclub uit Atembeke bij Geraardsbergen. De club sloot in 1945 aan bij de KBVB met stamnummer 4292. 
In 1969 nam de club ontslag uit de KBVB. 

## Geschiedenis
De club werd in 1933 opgericht, maar sloot pas in 1945 aan bij de KBVB. Tot 1955 trad men in rood en zwart aan, maar dat werd toen gewijzigd naar rood en blauw.
Na een eerste deelname aan de competitie in 1945-1946, nam men drie seizoenen niet volwaardig deel. Vanaf 1949-1950 tot 1968-1969 zou de club op het derde provinciale niveau spelen, wat toen de laagste afdeling was.
Succesvol was de club zelden, enkel in 1953 (derde), 1954 (vijfde) en 1962 (zevende) kon een aardige eindklassering worden behaald. In alle andere seizoenen was de club in de onderste helft van de klassering te vinden.
In 1969 nam Hooger Op Atembeke ontslag uit de KBVB.